# قرار مجلس الأمن التابع للأمم المتحدة رقم 1135
قرار مجلس الأمن التابع للأمم المتحدة رقم 1135، المتخذ بالإجماع في 29 تشرين الأول / أكتوبر 1997، بعد إعادة التأكيد على القرار 696 (1991) وجميع القرارات اللاحقة بشأن أنغولا، مدد المجلس ولاية بعثة مراقبي الأمم المتحدة في أنغولا حتى 30 كانون الثاني / يناير 1998 وحث يونيتا للامتثال للقرارات السابقة، خاصة وأن العقوبات كان من المقرر أن تدخل حيز التنفيذ.
وكان على حكومة أنغولا، ويونيتا على وجه التحديد، أن تكمل على وجه السرعة تنفيذ اتفاقات السلام وبروتوكول لوساكا. وأشار المجلس أن هناك افتقاراً إلى التقدم بشكل عام، ويرجع ذلك أساساً إلى عدم وفاء يونيتا بالتزاماتها. واعترف بالدور الهام للبعثة في هذه المرحلة من عملية السلام.
وبعد تمديد فترة ولاية بعثة مراقبي الأمم المتحدة في أنغولا، أُرجئ تخفيض قواتها بناء على توصية من الأمين العام حتى نهاية تشرين الثاني / نوفمبر 1997. وطالب القرار الحكومة الأنغولية، وخاصة يونيتا، على الفور باستكمال تنفيذ التزاماتها بموجب اتفاقيتي السلام والقرار 1127 (1997). كما تم حثها على المساهمة في توسيع سلطة الدولة في جميع أنحاء أنغولا. طُلب من الأمين العام كوفي عنان تقديم تقرير عن امتثال يونيتا بحلول 8 كانون الأول / ديسمبر 1997 وكل 90 يومًا بعد ذلك. أقر المجلس بأن العقوبات ضد يونيتا كان من المقرر أن تدخل حيز التنفيذ، وطلب من الدول الأعضاء تقديم تقرير إلى اللجنة المنشأة بموجب القرار 864 (1993) بشأن التدابير التي اتخذتها لفرض القيود.
وكرر مجلس الأمن موقفه بأن عقد اجتماع بين رئيس أنغولا خوسيه إدواردو دوس سانتوس وزعيم يونيتا جوناس سافيمبي يمكن أن يخفف التوتر. وأخيراً، طُلب من المجتمع الدولي دعم العملية في أنغولا، بما في ذلك نزع سلاح المقاتلين وإعادة إدماجهم، وإزالة الألغام، وإيواء المشردين، وإنعاش الاقتصاد. في أعقاب القرار، قطعت يونيتا جميع الاتصالات مع الأمم المتحدة والحكومة الأنغولية.

## روابط خارجية
- نص القرار في undocs.org